# Autoalveare
L'autoalveare è stato un autobus interurbano ad allestimento speciale, sperimentato a Roma negli anni trenta nell'idea, rimasta poi tale, di emulare con un solo veicolo stradale la capacità di un convoglio su rotaia.
Prodotto in due soli esemplari, utilizzato sull'autolinea Roma-Tivoli, deve il suo nome alla particolare sistemazione interna dei posti, che secondo la stampa dell'epoca ricorda quella delle celle di un alveare. Il suo progetto risale alla fine degli anni venti, quando l'arretratezza tecnologica delle tranvie a vapore ottocentesche rende in molti casi conveniente la sostituzione con autolinee ma il veicolo stradale di allora, con non più di quaranta posti, mal si presta a sostituirle.

## Contesto storico

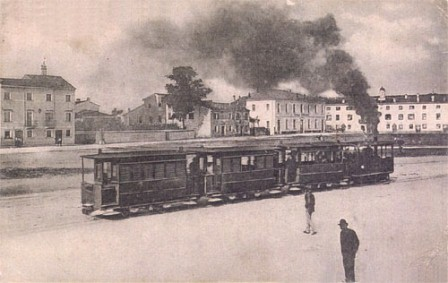
Il tramway a vapore, un convoglio lento e scomodo, ma oltremodo capiente

L'idea risale precisamente al 1929, anno in cui il Regio Decreto n. 2150 del 2 agosto vieta la concessione di nuove tranvie extraurbane, modifica in senso restrittivo le condizioni di quelle accordate fino a tutto il 1929 e ridimensiona di un terzo i contributi erogati a quelle in esercizio. Mussolini ha infatti deciso la linea dura contro gli azionisti stranieri dei numerosi "tramway" a vapore attivi in Italia, e per costringerli a scendere a patti, incalzato dalla necessità di porre mano al disservizio di impianti e rotabili mai ammodernati, li colpisce sul delicato fronte economico. La nuova legge stabilisce all'art. 30 che è in facoltà del governo imporre lavori di ammodernamento ed aumenti patrimoniali per quelle linee "che, a suo giudizio, non siano più rispondenti ai bisogni della regione servita a causa delle loro caratteristiche di costruzione e di esercizio". Qualora un concessionario rifiuti tale intimazione "il Governo potrà procedere al riscatto della linea, senza bisogno di previa diffida, anche se non siano maturati i termini stabiliti per il riscatto medesimo, o questo non sia previsto nell'atto di concessione".
Se da una parte l'obiettivo è ampiamente centrato, e molte società di origine belga e francese cedono le proprie linee agli enti locali italiani, dall'altra si pone il problema delle autolinee sostitutive. L'autobus interurbano di allora trasporta al massimo 40 persone solo sedute contro la media delle 60 che possono trovare posto sedute e in piedi in una singola carrozza tranviaria, e le composizioni delle linee a vapore, per quanto lente e scomode, variano dalle quattro alle dieci carrozze.

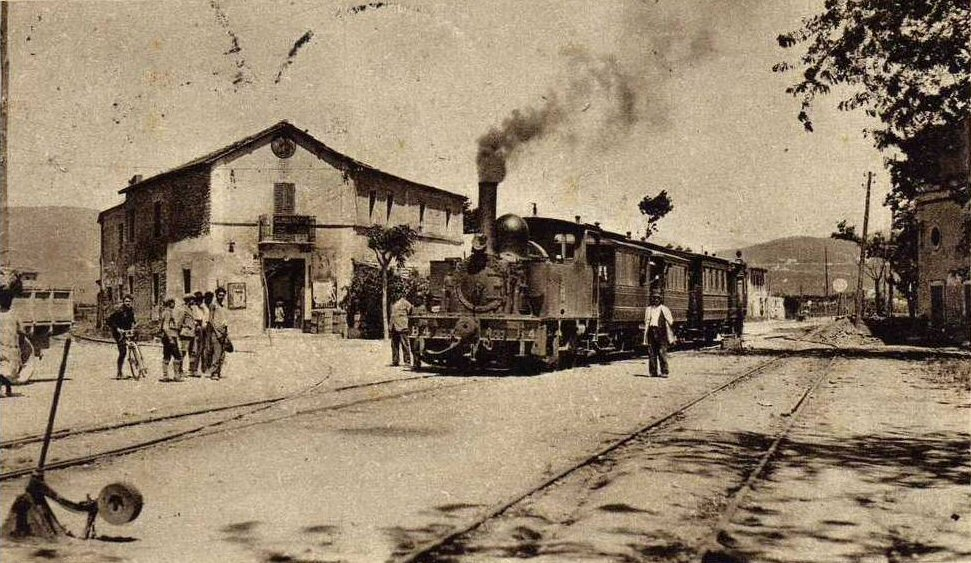
Un convoglio della tranvia a vapore Roma-Tivoli ripreso alla stazione di Bagni, situato di fronte allo stabilimento delle Acque Albule; l'autoalveare è stato progettato nell'idea di sostituire i suoi convogli, formati da quattro a dieci carrozze viaggiatori.

## La Roma-Tivoli
La riduzione dei contributi pubblici, l'imposizione di costosi lavori di ammodernamento e la facoltà di procedere al riscatto in modo coattivo è una condanna senza appello per quelle linee che vivono unicamente di contribuzioni, ma anche per quelle di cui si auspica lo smantellamento per le miserevoli condizioni in cui sono tenute prima che per la scarsa domanda di trasporto. A Roma sono dichiarate suscettibili di risanamento la tranvia Roma-Civita Castellana (di cui è peraltro in corso la ricostruzione come ferrovia Roma-Civita Castellana-Viterbo) e la rete delle tranvie dei Castelli Romani, che si pensa ancora di poter unire con le linee ferroviarie FS per Frascati, Albano e Velletri, ma non la tranvia Roma-Tivoli, rimasta in esercizio a vapore, con tracciato, impianti e materiale rotabile risalenti all'inaugurazione del 1879.
Riscattata al prezzo di 850.000 lire dagli azionisti originari già nel 1928, passata alla STFER dal 28 dicembre dello stesso anno, questa linea è stata a suo tempo costruita per disporre di un'infrastruttura su rotaia compatibile con gli standard delle FS ricorrendo alla più economica posa delle rotaie in promiscuità con la circolazione stradale. Il binario posato senza alcuna separazione, oltremodo pericoloso in situazioni di particolare ingombro (come ad esempio a Ponte Mammolo, dove sede tranviaria e stradale sono tutt'uno) è da sempre fonte di incidenti anche gravissimi, e il dente avvelenato dei cittadini contro questa situazione e la gestione piratesca dei belgi non comporta alcuna difficoltà per quanto riguarda la chiusura. Il problema si pone per l'esercizio dell'autolinea sostitutiva, dal momento che - specie nel periodo estivo - esiste una forte domanda di trasporto verso lo stabilimento termale di Bagni di Tivoli. Le non poche chiusure già operate fino ad allora hanno puntualmente provocato gravi problemi a causa della scarsa capacità degli autobus chiamati a sostituire i tramway, e in non pochi casi si è arrivati a chiederne la riattivazione, non essendo pensabile che un treno che può trasportare 4-500 persone, e che effettua fino a sei coppie di corse giornaliere ad una media di 25–30 km /h, si possa sostituire con autobus da 35-40 posti che ne effettuano solo due e che non arrivano nemmeno ai 20 km/h.
Il 1º luglio 1931, quando prende il via l'esercizio dell'autolinea sostitutiva, l'Azienda Tramvie e Autobus del Governatorato è da un anno e mezzo alle prese con la riforma autotranviaria entrata in vigore il 1º gennaio 1930. Lungo le strade del centro storico i tram (convogli motrice e rimorchio e motrici MRS), sono sostituiti da autobus Lancia e SPA da 35 posti, e addirittura da antiquate vetture ad accumulatori che non superano i 12 km/h.

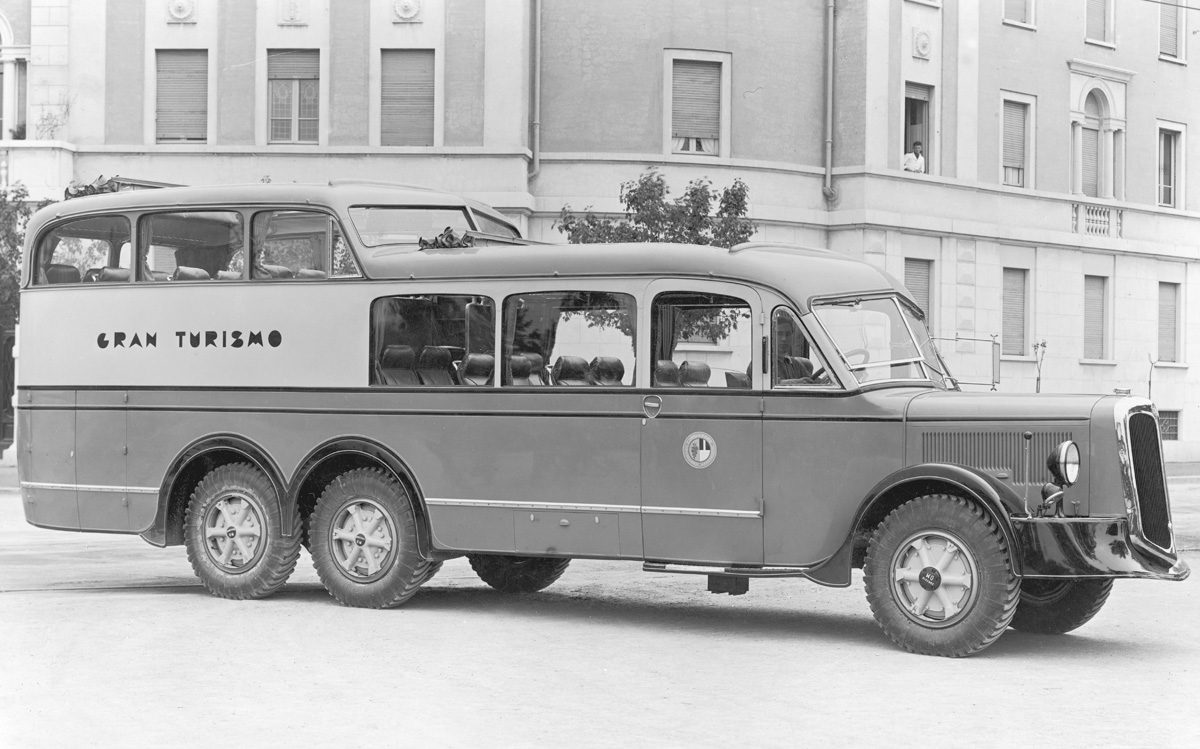
Un autobus OM Gran Turismo con coupé rialzato, sotto il quale è sistemato un grande vano bagagli e posto bar

L'idea dell'autoalveare viene messa in cantiere nell'ambito di un più generale piano di ammodernamento del parco autobus su specifiche fornite direttamente dall'azienda romana, ed è mutuata da una tipologia di autobus adibiti alle autolinee "gran turismo", istituite nel 1927, definiti "tipo belvedere". In queste vetture, destinate a viaggi oltremodo lunghi, i posti sono in parte distribuiti su un coupé rialzato, funzionale ad una visuale panoramica del paesaggio ma sotto il quale è sistemato un grande vano bagagli e un posto bar. È una tipologia di autobus che avrà una discreta diffusione anche nel dopoguerra, nel quale la disposizione interna dei posti è comunque quella classica cosiddetta 2+2, ovvero due file di poltroncine con un corridoio centrale, per un totale medio di 40 posti totali, ovvero meno di quanto può trasportare una singola carrozza tranviaria tra persone sedute e in piedi.

## L'autoalveare

### L'idea base del progetto
Per risolvere il problema della scarsa capienza degli autobus si guarda ad alcune realizzazioni oltreoceano, in particolare ad un autobus per viaggi, anche notturni, che dalla California si sta in quel periodo diffondendo un po' in tutti gli Stati Uniti. Si tratta di grandi veicoli, costruiti a partire dal 1928, dotati di normali posti a sedere, posti letto per viaggi notturni, ristorante e servizi igienici, utilizzati per collegamenti al momento non serviti dalla ferrovia. I "Pickwick coach", come sono chiamati, sono stati messi a punto dall'ing. Dwight E. Austin (1897-1960) ed effettuano viaggi del tipo Los Angeles-Denver, Los Angeles-Salt Lake City, etc. L'allestimento di questi veicoli non è quello classico dell'autobus bipiano, l'ambiente interno è unico e suddiviso in più compartimenti, tra i quali due ordini di sedili sovrapposti, con quelli della fila superiore raggiungibili mediante appositi gradini, separati da una pavimentazione rimovibile utile giusto a poggiare i piedi.

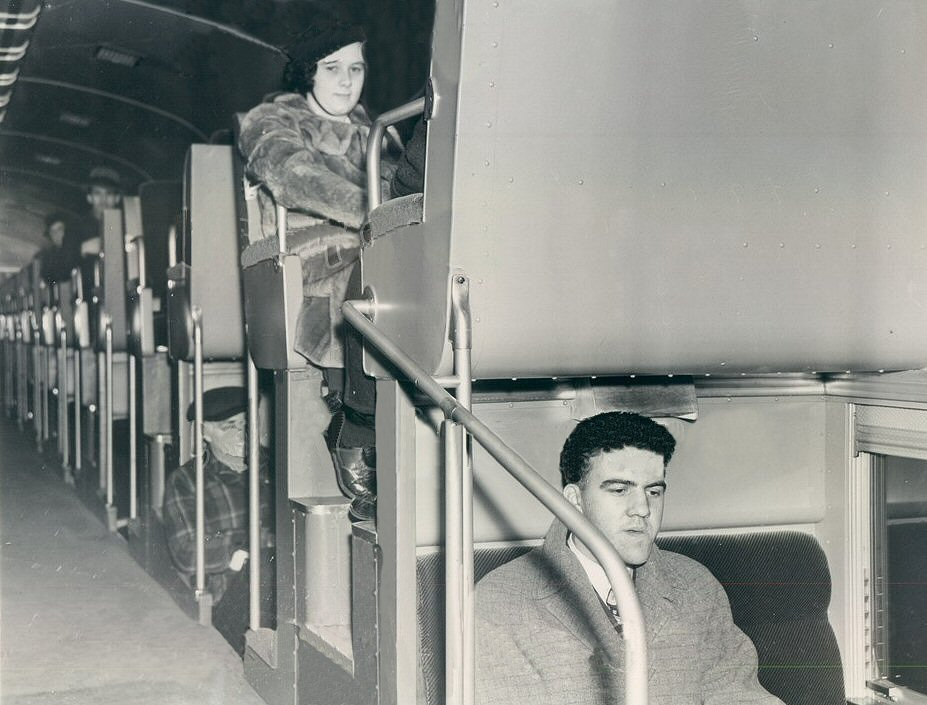
Interni delle carrozze T-62

Dal momento che in Italia non si prevede di far dormire, mangiare o soddisfare i propri bisogni ai viaggiatori la sistemazione interna dei sedili dell'autoalveare Lancia, pur impostato sul Pickwick System, viene mutuata da una diversa disposizione, sempre americana, adottata dalla Long Island Rail Road sui propri convogli T-62, entrati in servizio a partire dal 1932 ma in progetto fin dal 1930. In questi rotabili il corridoio centrale si trova a metà altezza tra i sedili superiori e quelli inferiori, entrambi collegati da gradini ribaltabili, aperti o chiusi a seconda delle necessità, che bisogna salire o scendere a seconda della fila che si sceglie. In entrambi i casi i mezzi sono denominati "duplex" in luogo di "double decker", a sottolineare l'ambiente unico interno.

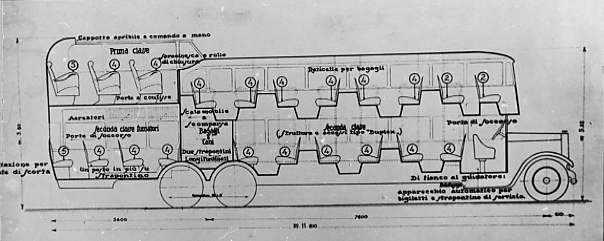
Schema dell'autoalveare Duplex coi compartimenti di seconda classe, seconda classe fumatori, prima classe e bagagliaio

### Il tipo Duplex
Tipo "Duplex" è denominato anche il veicolo sperimentale italiano, più comunemente chiamato "autobus a due ordini di sedili sovrapposti". Dovendo emulare non solo la capacità di trasporto delle tranvie i due prototipi messi in circolazione dall'ATAG il 10 marzo 1932 sono solo la prima versione di quelle che l'azienda definisce "vetture di tipo speciale a grandissima capacità". e si presentano con un ambiente interno unico, come in America, suddiviso però in tre distinti compartimenti. Quello più grande, che occupa gran parte della vettura, è una seconda classe non fumatori, alla quale si accede dalla porta anteriore. Gli altri due compartimenti, divisi dal bagagliaio, sono una seconda classe fumatori al di sotto del coupé rialzato e la prima classe (non è specificato se per fumatori o meno), nel coupé panoramico, con accesso dalla porta posteriore. Dal punto di vista meccanico è un Lancia su telaio Omicron lungo, in produzione dal 1927, rinforzato e dotato di doppio asse posteriore, con quello più esterno dotato di ruote gemellari, per sopportare il maggior peso complessivo del veicolo.

### Il triplex e il quadruplex
La sistemazione interna con due ordini sovrapposti di sedili appesi alle pareti, detta duplex, è una prova anche per futuri autobus di maggiore capienza e capacità. Nella versione triplex a tre assi si sarebbero infatti avuti tre ordini di sedili sovrapposti per una vettura alta 4,30 m da terra, con tre file da 42, 42, 49 posti per i tre piani più 11 strapuntini, per un totale di 144 posti, raggiungibili arrampicandosi opportunamente su gradini ribaltabili. Ma la massima capienza dell'autobus si raggiunge (almeno al momento, non essendo da escludere ulteriori sviluppi) con il quadruplex, un autoarticolato a quattro assi alto 4,80 m con quattro ordini di sedili sovrapposti per fiancata e 33, 40, 48, 53 posti rispettivamente per i quattro piani più 16 strapuntini, per un totale di 190 posti.
Mentre il triplex è previsto anche in versione col terzo piano scoperto il quadruplex non è un autobus nel vero senso della parola. Come mostrato dal disegno qui a destra si compone di una motrice cui viene agganciato un enorme rimorchio a due assi. Data la prova non del tutto positiva dei veicoli costruiti entrambi i progetti sono ben presto abbandonati.

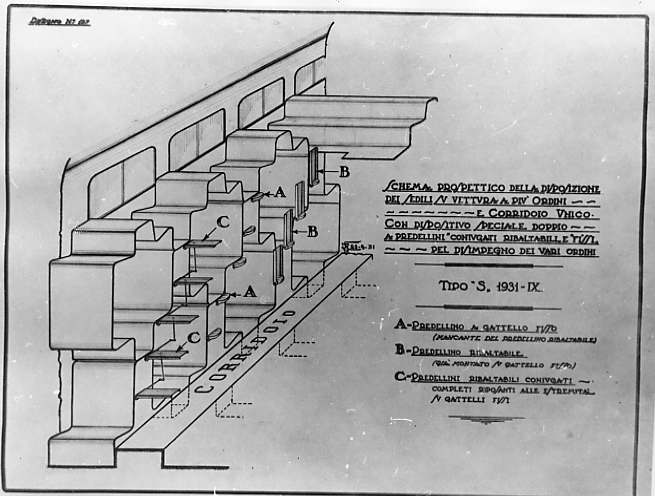
Lo schema dei sedili.
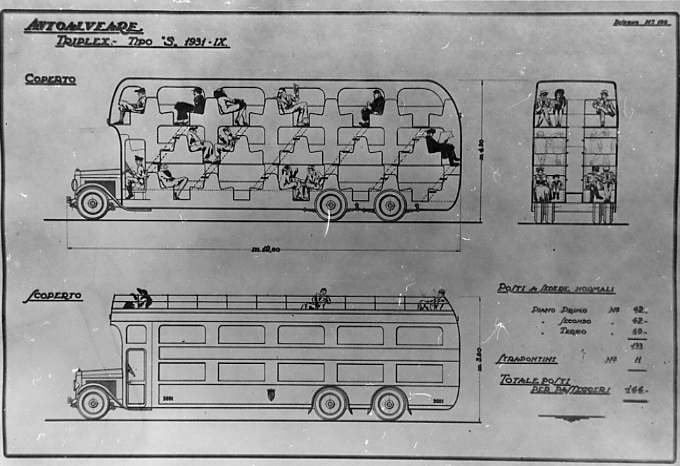
Versione duplex
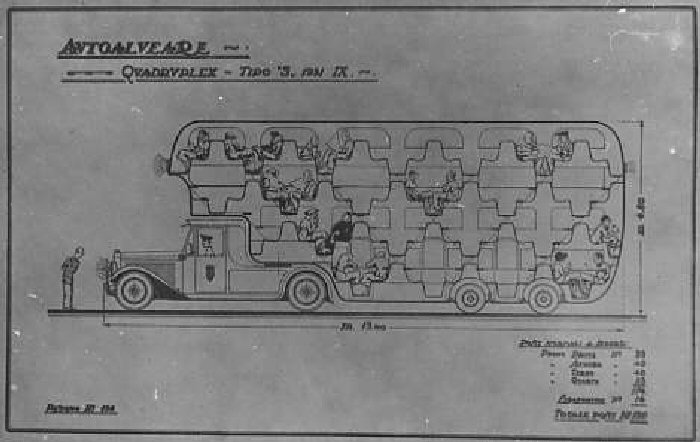
Versione quadruplex

## Il servizio

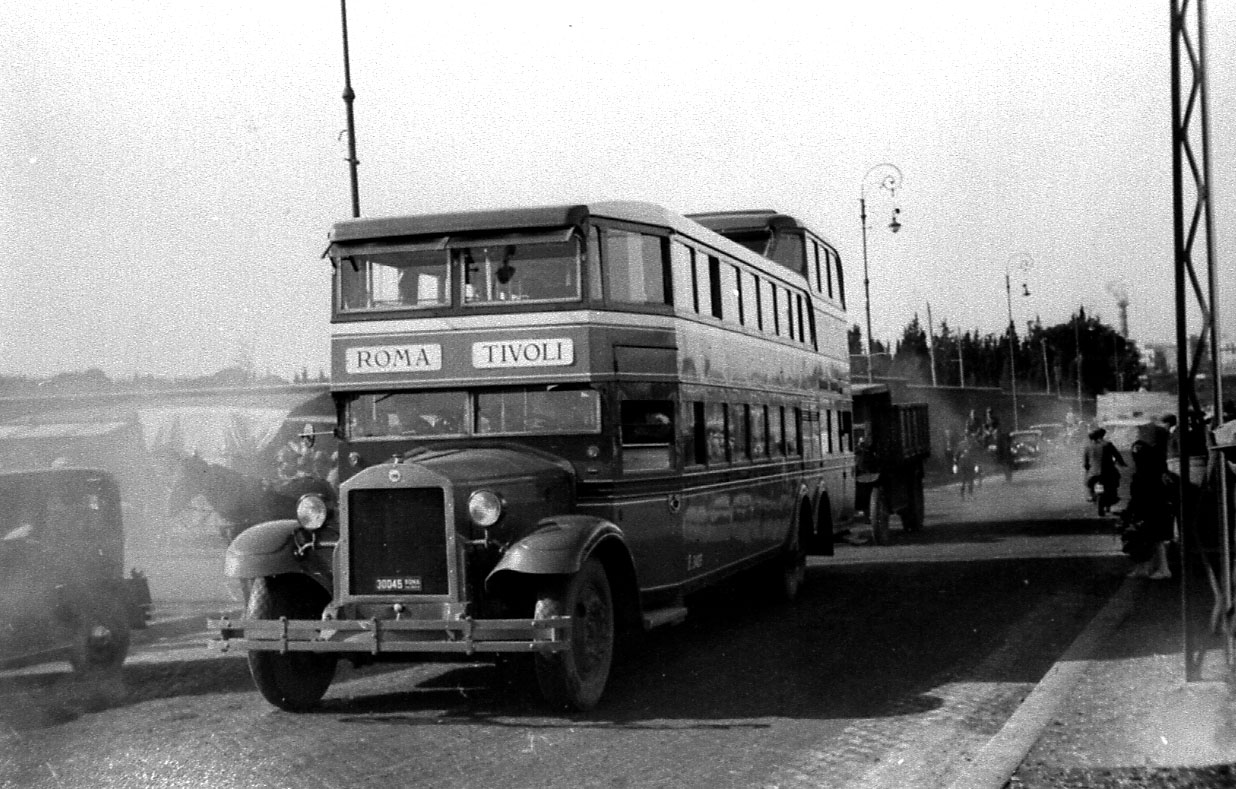
Via Tiburtina, 1933

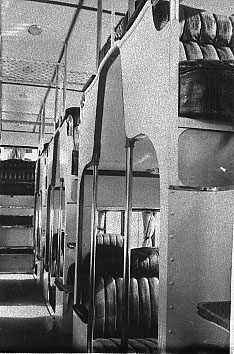
Interni della vettura 3403

I due autoalveari sono messi in servizio sull'autolinea Roma-Tivoli ma il loro utilizzo su tale percorso appare essere stato sporadico. Dopo un utilizzo intensivo nei primi tempi, anche a scopo pubblicitario, seguono il destino di altre vetture ad allestimento speciale dell'epoca, che si sono rivelate poco o nulla adatte all'andamento tormentato e irto di pendenze della via Tiburtina. Varie immagini li mostrano in servizio nel 1932, 1933, 1936 e 1940 (almeno stando alla datazione apposta sulle immagini ufficiali), ma nell'estate del 1938 alcuni anziani appassionati, tra i quali l'ing. Vittorio Formigari ne ricordano uno in servizio a Ostia, a fare da collegamento speciale tra la stazione ferroviaria e gli stabilimenti balneari. L'autolinea Roma-Tivoli è stata perlopiù servita da autobus urbani adattati allo scopo a classe unica, con turistici e speciali impiegati solo per il maggior traffico del periodo estivo.
I due autoalveari sono più proficuamente utilizzati per i servizi turistici a noleggio. Fino a quando abbiano effettivamente circolato, tuttavia, non appare certo. Nel 1940, ultimo anno in cui il loro uso è documentato da immagini, molti autobus ad allestimento speciale sono requisiti dall'autorità militare per le esigenze della guerra in cui l'Italia è appena entrata, e non sono compresi nell'elenco. Non compaiono nemmeno tra i veicoli asportati dai tedeschi nel 1943-44 e tra le vetture che effettuano servizi speciali di emergenza il 19 e 20 luglio 1943, subito dopo il primo bombardamento di Roma. L'unico autobus bipiano utilizzato regolarmente nel dopoguerra è la vettura urbana 2301, che appare sulla linea 209 ed è radiata nel 1954 col nuovo numero 3311, e da alcune foto sappiamo che almeno un bipiano extraurbano del 1930 è ancora in circolazione nel 1949. Gli autoalveari sono formalmente radiati dal parco autobus nel 1954 ma il relativo ordine di servizio aziendale precisa che si tratta di "vetture autobus da tempo accantonate e non più utilizzabili".

## Il tram alveare
Sull'onda dell'entusiasmo per questi autobus nel 1936 viene messo in circolazione anche un tram a due ordini di sedili sovrapposti, numerato 2P.1 (il punto dopo la P indica Piani), che però non ha miglior fortuna.

## Riepilogo dati
| Numeri    | Telaio    | Carrozzeria | Motore                   | Alimentazione | Potenza |
| --------- | --------- | ----------- | ------------------------ | ------------- | ------- |
| 3401-3403 | Omicron L | Macchi      | Lancia 77 Lancia Junkers | Diesel        | 92 CV   |